# Kime
Il Kime, nella pratica delle arti marziali Giapponesi, può essere definito come la contrazione massima di tutto il corpo, ovvero una contrazione isometrica di ogni singolo distretto muscolare. 
Quando si esegue una tecnica e ci si avvale del kime, tutto il corpo si contrae al massimo in modo da riuscire a sfoderare molta potenza, sia per tecniche d'attacco, sia per parate, sia per assorbire colpi che non si sono riusciti a parare.
Il kime è sempre accompagnato dalla respirazione ibuki e spesso sfocia in un Kiai. 